# Pareronia anais
Pareronia anais is een vlindersoort uit de familie van de Pieridae (witjes), onderfamilie Pierinae.
Pareronia anais werd in 1837 beschreven door Lesson.